# Implosion (Orbital)
Pour l'inverse de l'explosion, voir Implosion.
Implosion est le septième album du quatrième cycle de la série de science-fiction Orbital constituée de diptyques, dessiné par Serge Pellé et écrit par Sylvain Runberg, édité en janvier 2017 par les éditions Dupuis dans la collection Grand Public.